# شیوع ۲۰۲۲ آبله میمون
شیوع آبلهٔ میمون برای نخستین بار در ۲۹ آوریل ۲۰۲۲ در بریتانیا با بروز علائم آبلهٔ میمون در یک شهروند بریتانیایی که به نیجریه، جایی که یک بیماری بومی است، سفر کرده بود شناسایی شد. فرد متعاقباً در ۴ مه به بریتانیا بازگشت و بیمار صفر شیوع این بیماری به کشور شد.
از ۱۸ مه به بعد، موارد ابتلا از تعداد فزاینده‌ای از کشورها و مناطق دیگر، عمدتاً در اروپا، اما همچنین در آمریکای شمالی و جنوبی، خاورمیانه و استرالیا گزارش شده‌است. سازمان جهانی بهداشت در ۲۳ ژوئن ۲۰۲۲ شیوع آبلهٔ میمون را یک وضعیت اضطراری جهانی اعلام کرد.
منشأ چند مورد از موارد آبلهٔ میمون در بریتانیا ناشناخته است. برخی از ناظران از اواسط ماه مه شاهد انتقال اجتماعی در منطقهٔ لندن بودند. موارد بیشتری از این ویروس در شمال شرقی و جنوب شرقی انگلستان، اسکاتلند، ولز و ایرلند شمالی گزارش شده‌است.
آبلهٔ میمون یک عفونت ویروسی است که یک یا دو هفته پس از قرار گرفتن در معرض آن با تب و سایر علائم غیراختصاصی ظاهر می‌شود و سپس جوش‌هایی ایجاد می‌کند که می‌تواند تا چند هفته ادامه داشته باشد و معمولاً برطرف می‌شود. موارد در کودکان به احتمال زیاد شدیدتر است.

## پیش‌زمینه
آبلهٔ میمون انسانی یک بیماری ویروسی است که توسط ویروس آبلهٔ میمون، یکی از گونه‌های آبله که اکنون ریشه‌کن شده‌است، ایجاد می‌شود. آبلهٔ میمون معمولاً با علائمی مشابه آبله تظاهر می‌کند، اگرچه معمولاً خفیف‌تر است. با این حال نرخ مرگ و میر در مورد آبلهٔ میمون هنوز هم بدون درمان فوری ممکن است تا ۱۰٪ باشد.
آبلهٔ میمون، بیماری بومی غرب و مرکز آفریقا است. قبل از شیوع سال ۲۰۲۲، بریتانیا تنها هفت مورد قبلی آبلهٔ میمون را ثبت کرده بود، که تمام موارد، وارداتی از آفریقا یا کارکنان مراقبت‌های بهداشتی بودند که در درمان آن‌ها شرکت داشتند. سه مورد اول از این قبیل در سال ۲۰۱۸، و پس از آن یک مورد دیگر در سال ۲۰۱۹ و سه مورد دیگر در سال ۲۰۲۱ بود. تنها شیوع عمدهٔ آبلهٔ میمون که در یک کشور غربی قبل از سال ۲۰۲۲ ثبت شد، شیوع آبلهٔ میمون در غرب میانه در سال ۲۰۰۳ در ایالات متحده بود. با این حال این شیوع انتقال در جامعه را نشان نداد.
آبلهٔ میمون عمدتاً از طریق تماس نزدیک با افراد عفونی منتقل می‌شود. قبل از شیوع سال ۲۰۲۲، آبلهٔ میمون به عنوان یک بیماری آمیزشی در نظر گرفته نمی‌شد. با این حال، گسترش سریع ویروس بین شرکای جنسی در مراحل اولیهٔ شیوع این بیماری، این بحث را برانگیخته است که آمیزش جنسی ممکن است راه دیگری برای انتقال باشد.

### موارد در ناحیهٔ اندمیک
در مقاله‌ای در کنورستیون، اویواله توموری اشاره کرد که تعداد عفونت‌های آبلهٔ میمون در نیجریه تا تاریخ ۲۰۲۱ احیاناً کمتر گزارش شده‌است چون بسیاری از جمعیت نیجریه به دلیل ترس از مبتلا شدن به کووید ۱۹ از امکانات مراقبت‌های بهداشتی پرهیز نموده‌اند. نظارت نیجریه بر بیماری‌های مختلف، از جمله آبلهٔ میمون، باید بر روی دنیاگیری کووید-۱۹ در سال‌های ۲۰۲۰ و ۲۰۲۱ تمرکز می‌کرد که بسیاری از موارد را از دست داد و منجر به کم کردن آمار رسمی شد. همان‌طور که مقام‌های بهداشتی بریتانیا نخستین مورد آبلهٔ میمون را در بریتانیا گزارش نمودند. درماه مه ۲۰۲۲، دولت نیجریه اطلاعات و آماری را در مورد موارد گزارش شده و مرگ و میر در این کشور به اطلاع مردم رساند. در گزارش ۹ مه ۲۰۲۲، ان‌سی‌دی‌سی اعلام کرد که میان سال ۲۰۱۷، ۲۳۰ مورد در ۲۰ ایالت و منطقهٔ پایتخت فدرال تأیید شده‌است. و سال ۲۰۲۲. ایالت ریورز بیشترین آسیب را دید و پس از آن بایلسا و لاگوس قرار گرفتند. در بازهٔ زمانی ۲۰۱۷ تا ۲۰۲۲، ان‌سی‌دی‌سی ۶ مورد مرگ را در ۶ ایالت مختلف گزارش نمود که نسبت مرگ و میر ۳٫۳ درصدی را نشان می‌داد.

## انگلستان

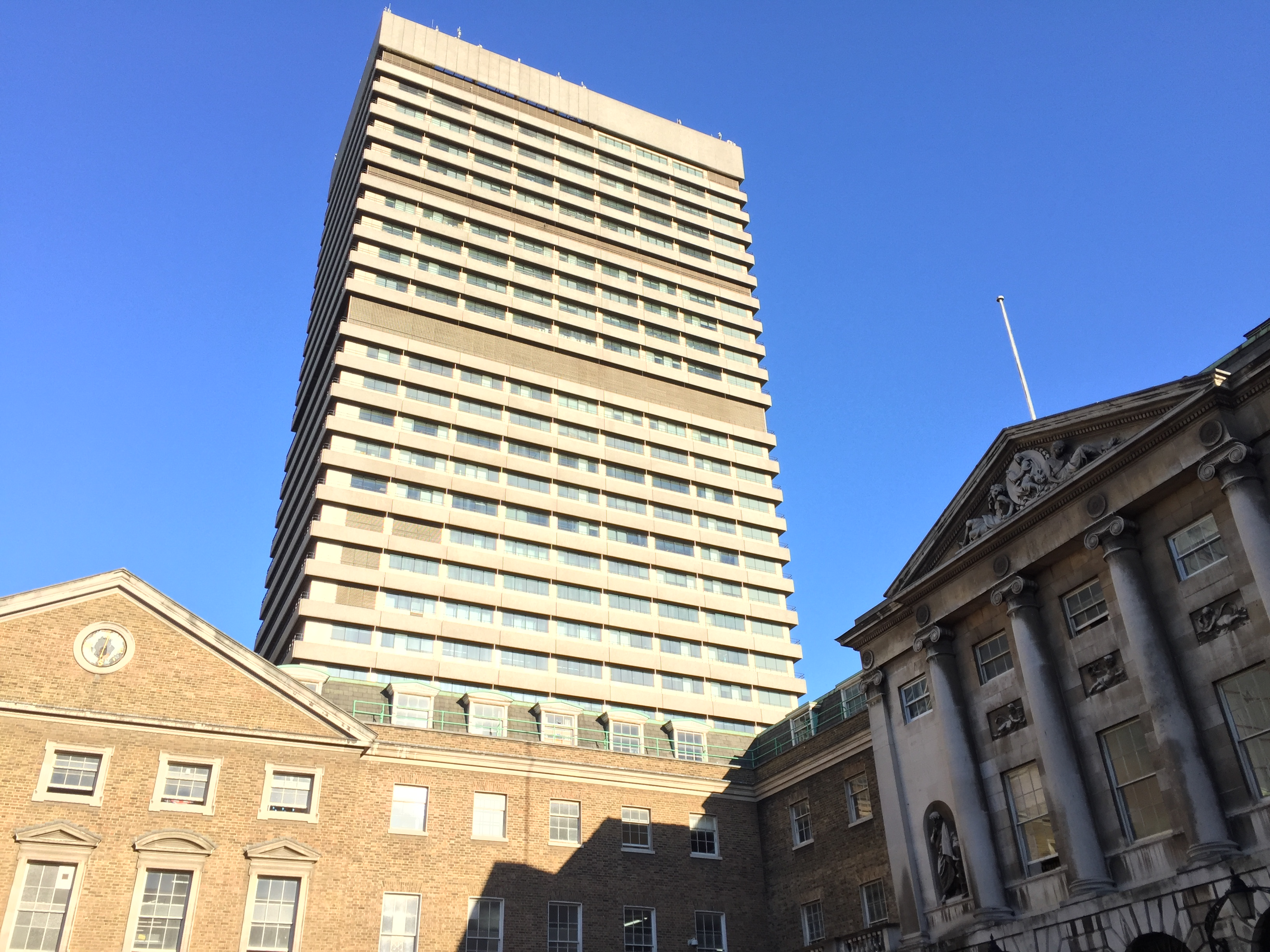
بیمارستان گایز، جایی که مورد آوریل در بیمارستان بستری شد.

در اواخر آوریل ۲۰۲۲ گزارش شد که یکی از ساکنان بریتانیایی که به لاگوس و ایالت دلتا در نیجریه، یعنی مناطقی که آبلهٔ میمون به عنوان یک بیماری بومی در نظر گرفته می‌شود، سفر کرده‌است. این فرد در ۲۹ آوریل در حالی که هنوز در نیجریه بود علائم آبلهٔ میمون، از جمله بثورات پوستی را نشان داد. او متعاقباً به بریتانیا پرواز کرد و در ۴ مه رسید و در همان روز به بیمارستان مراجعه کرد. عفونت این فرد بلافاصله به آبلهٔ میمون مشکوک شد و فرد در بیمارستان گایز بستری شد و پس از مثبت شدن تست ویروس، قرنطینه شد. آزمایش نمونه‌های سواب بیمار توسط واکنش زنجیره‌ای پلیمراز نشان داد که شیوع این بیماری از تبارشاخه آبلهٔ میمون آفریقای غربی است که در بین دو سویهٔ شناخته‌شدهٔ آبلهٔ میمون با نرخ مرگ و میر کمتر از یک درصد مرگبارتر است.
رهگیری تماس گستردهٔ افرادی که هم در پرواز بین‌المللی از نیجریه به بریتانیا و هم در داخل کشور پس از ورودشان با این مورد در تماس بودند، انجام شد؛ به تماس‌های احتمالی توصیه شد که از علائم آبلهٔ میمون آگاه باشند و بلافاصله در صورتی که علائم در عرض ۲۱ روز از رویداد تماس دیده شوند، خود را قرنطینه کنند. سازمان بهداشت جهانی به دنبال این تلاش رهگیری تماس، انتقال بیشتر ویروس در بریتانیا را با خطر «حداقل» در نظر گرفت.
طبق گزارش بهداشت عمومی اسکاتلند رهگیری تماس در پاسخ به این پرونده در تاریخ ۱۴ مه به اسکاتلند گسترش یافت. به «تعداد کمی» از مردم در اسکاتلند به دنبال تماس نزدیک با فردی که در ابتدا گزارش شده بود به این ویروس مبتلا شده‌است، دستور داده شد تا خود را ایزوله کنند، اگرچه خطر کلی برای عموم مردم «بسیار کم» باقی مانده‌است.
دو مورد جدید آبلهٔ میمون توسط آژانس امنیت بهداشتی بریتانیا در ۱۲ مه تأیید شد، که هر دو در لندن بودند. این دو نفر با هم در یک خانواده زندگی می‌کردند. با این حال، هیچ ارتباط شناخته‌شده‌ای بین هر یک از آن‌ها و مورد شاخص یا سفر به مناطق بومی وجود نداشت. یکی از موارد جدید در بیمارستان سنت مری بستری شد، در حالی که مورد دیگر با علائم خفیف‌تر گفته شد که در خانهٔ خود ایزوله شده‌است.
چهار مورد دیگر آبلهٔ میمون در ۱۷ مه تأیید شد، سه مورد از آن در لندن به علاوه یک مورد در شمال شرقی انگلستان که قبلاً به لندن سفر کرده بود. هیچ‌یک از این موارد جدید هیچ سابقهٔ تماس شناخته‌شده‌ای با سه مورد تأیید شدهٔ قبلی نداشتند و این نشان می‌دهد که سرایت گسترده‌تر این ویروس در منطقه لندن در حال انجام است. با این حال، آژانس امنیت بهداشتی بریتانیا اعلام کرد که خطر برای عموم مردم «بسیار کم» باقی مانده‌است. تأیید شد که بیماران مبتلا به عفونت آبلهٔ میمون در بیمارستان رویال ویکتوریا در نیوکاسل آپون تاین و در بیمارستان رویال فری و بیمارستان گایز در لندن بستری هستند.
در ۲۰ مه، ساجد جاوید گزارش داد که ۱۱ مورد دیگر در بریتانیا تأیید شده‌است که مجموع موارد را در این کشور به بیست می‌رساند. یک نمایندهٔ آژانس امنیت سلامت انگلستان خواستار هوشیاری مردانی شد که با مردان رابطه جنسی دارند، که تعداد نامتناسبی از موارد را در بریتانیا و اروپا را تشکیل داده‌اند.

## کشورهای دیگر
در ۱۸ مه در پرتغال، ۱۴ مورد آبلهٔ میمون توسط مقامات بهداشتی از مجموع ۲۰ مورد مشکوک گزارش شد که ۲ نمونه هنوز در انتظار نتایج آزمایش هستند. تا ۱۸ مه، ۷ مورد تأیید شده در اسپانیا وجود داشت. در همان روز، ایالات متحده اولین مورد آبلهٔ میمون در سال ۲۰۲۲ را تأیید کرد و کانادا نیز ۱۳ مورد مشکوک را گزارش کرد.
در ۱۹ مه، سوئد و بلژیک اولین موارد آبلهٔ میمون را گزارش کردند، در حالی که ایتالیا اولین مورد خود را در مسافری که از جزایر قناری وارد شده بود تأیید کرد. یک مورد مشکوک در فرانسه گزارش شده‌است. یک تجزیه و تحلیل ژنومی انجام‌شده روی یک مورد در پرتغال، روی ویروسی که بیمار را در کلاد آفریقای غربی آلوده کرده بود، نشان داد که ویروس بیشترین ارتباط را با ویروس‌های مرتبط صادرشده از نیجریه در سال‌های ۲۰۱۸ و ۲۰۱۹ دارد.
پس از شناسایی یک مورد در ماساچوست در ۱۸ مه، ایالات متحده در ۱۹ مه سفارش ۱۱۹ میلیون دلار برای ۱۳ میلیون واکسن آبلهٔ میمون از باوارین نوردیک داد.
در ۲۰ مه، استرالیا اولین مورد مشکوک خود را در مردی که پس از بازگشت از سفر در اروپا بیمار شده بود را گزارش کرد. مورد دوم نیز در همان روز تأیید شد. این موارد در ملبورن و سیدنی شناسایی شدند که هر دو فرد به تازگی از سفری در اروپا بازگشته بودند. آلمان، فرانسه و هلند نیز اولین موارد خود را در همان روز تأیید کردند.
در ۲۱ مه، سوئیس و اسرائیل اولین موارد خود را تأیید کردند. یونان اولین مورد مشکوک خود را در یک گردشگر انگلیسی ۲۹ ساله در همان روز گزارش کرد.

## سازمان جهانی بهداشت و واکنش‌های ملی
در ۲۰ مه، سازمان بهداشت جهانی یک جلسهٔ اضطراری از مشاوران مستقل برای بحث در مورد شیوع و ارزیابی سطح تهدید تشکیل داد. هانس کلوگه رئیس اروپایی این مرکز ابراز نگرانی کرد که با تجمع مردم برای مهمانی‌ها و جشنواره‌ها در تابستان ممکن است گسترش عفونت‌ها در اروپا تسریع شود. انتظار می‌رود سازمان جهانی بهداشت اطلاعاتی را در مورد توالی ژنوم ویروس از موارد مختلف برای تعیین علت ارائه دهد.
- بنگلادش: ادارهٔ کل خدمات صحی هشدارهایی را در بندرهای این کشور برای جلوگیری از شیوع آبلهٔ میمون صادر کرده‌است. به گفتهٔ نظم‌الاسلام سخنگوی این اداره، از تمامی مراکز ترابری هوایی، زمینی و دریایی خواسته‌است که هوشیار باشند. به موارد مشکوک دستور داده می‌شود که به بیمارستان عفونی فرستاده شده و در ایزوله نگهداری شوند.[۵۴][۵۵]
- بلژیک: گروه ارزیابی خطر و مقامات بهداشتی اعلام کردند افراد مبتلا به آبلهٔ میمون باید به مدت ۲۱ روز خود را ایزوله کنند.[۵۶]
- آلمان: فابیان لندرتز از مؤسسهٔ روبرت کخ شیوع این بیماری را به عنوان یک همه‌گیری که مدت زیادی طول نخواهد کشید، توصیف کرد: «موارد را می‌توان از طریق ردیابی تماس به‌خوبی جدا کرد و همچنین داروها و واکسن‌های مؤثری وجود دارد که در صورت لزوم می‌توان از آن‌ها استفاده کرد.»[۵۷]
- فیلیپین: فرانسیسکو دوک سوم وزیر بهداشت گفت که فیلیپین اقدامات کنترل مرزی خود را در بحبوحهٔ تهدید ویروس آبلهٔ میمون تشدید می‌کند.[۵۸]
- بریتانیا: ناظم زهاوی وزیر آموزش و پرورش بریتانیا در ۲۲ مه گفت: «ما آن را بسیار بسیار جدی می‌گیریم» و دولت بریتانیا از قبل شروع به خرید واکسن کرده‌است.[۵۹]
- ایالات متحده آمریکا: در ۲۲ مه، رئیس‌جمهور ایالات متحده جو بایدن اظهار داشت: «آن‌ها هنوز سطح تماس را به من نگفته‌اند، اما این چیزی است که همه باید نگرانش باشند»، در حالی که مشاور امنیت ملی او به مردم اطمینان داد که ایالات متحده واکسنی دارد که قادر به درمان ویروس است.[۶۰]

## موارد بر پایهٔ کشور
| کشور                | تاییدشده | مشکوک/محتمل | مجموع  | مرگ‌ها | آخرین به‌روزرسانی | اولین مورد تأییدشده |
| ------------------- | -------- | ----------- | ------ | ----- | ---------------- | ------------------- |
| آندورا              | ۳        | —           | ۳      |       | ۲۶ ژوئیه ۲۰۲۲    | ۲ ژوئیه ۲۰۲۲        |
| آرژانتین            | ۲۴       | —           | ۲۴     |       | ۲۸ ژوئیه ۲۰۲۲    | ۲۷ مه ۲۰۲۲          |
| استرالیا            | ۴۵       | —           | ۴۵     |       | ۲۸ ژوئیه ۲۰۲۲    | ۲۰ مه ۲۰۲۲          |
| اتریش               | ۱۳۲      | —           | ۱۳۲    |       | ۱ اوت ۲۰۲۲       | ۲۲ مه ۲۰۲۲          |
| باهاما              | ۱        | —           | ۱      |       | ۳۰ ژوئن ۲۰۲۲     | ۳۰ ژوئن ۲۰۲۲        |
| باربادوس            | ۱        | —           | ۱      |       | ۱۶ ژوئیه ۲۰۲۲    | ۱۶ ژوئیه ۲۰۲۲       |
| برمودا              | ۱        | —           | ۱      |       | ۲۲ ژوئیه ۲۰۲۲    | ۲۲ ژوئیه ۲۰۲۲       |
| بلژیک               | ۳۹۳      | ۱           | ۳۹۴    |       | ۲۶ ژوئیه ۲۰۲۲    | ۱۹ مه ۲۰۲۲          |
| بوسنی و هرزگوین     | ۱        | —           | ۱      |       | ۱۳ ژوئیه ۲۰۲۲    | ۱۳ ژوئیه ۲۰۲۲       |
| برزیل               | ۱٬۳۶۹    | ۶۱۶         | ۱٬۹۸۵  | ۱     | ۳۱ ژوئیه ۲۰۲۲    | ۹ ژوئن ۲۰۲۲         |
| بلغارستان           | ۴        | —           | ۴      |       | ۲۵ ژوئیه ۲۰۲۲    | ۲۳ ژوئن ۲۰۲۲        |
| کانادا              | ۸۰۳      | ۴۵          | ۸۴۸    |       | ۲۹ ژوئیه ۲۰۲۲    | ۱۹ مه ۲۰۲۲          |
| شیلی                | ۵۵       | ۱           | ۵۶     |       | ۲۹ ژوئیه ۲۰۲۲    | ۱۷ ژوئن ۲۰۲۲        |
| کلمبیا              | ۱۵       | —           | ۱۵     |       | ۲۹ ژوئیه ۲۰۲۲    | ۲۳ ژوئن ۲۰۲۲        |
| کاستاریکا           | ۳        | —           | ۳      |       | ۲۶ ژوئیه ۲۰۲۲    | ۲۰ ژوئیه ۲۰۲۲       |
| کرواسی              | ۱۲       | —           | ۱۲     |       | ۲۹ ژوئیه ۲۰۲۲    | ۲۳ ژوئن ۲۰۲۲        |
| جمهوری چک           | ۱۹       | —           | ۱۹     |       | ۲۸ ژوئیه ۲۰۲۲    | ۲۴ مه ۲۰۲۲          |
| دانمارک             | ۸۱       | —           | ۸۱     |       | ۲۹ ژوئیه ۲۰۲۲    | ۲۳ مه ۲۰۲۲          |
| جمهوری دومینیکن     | ۳        | —           | ۳      |       | ۱۹ ژوئیه ۲۰۲۲    | ۶ ژوئیه ۲۰۲۲        |
| اکوادور             | ۳        | —           | ۳      |       | ۲۶ ژوئیه ۲۰۲۲    | ۶ ژوئیه ۲۰۲۲        |
| استونی              | ۶        | —           | ۶      |       | ۲۹ ژوئیه ۲۰۲۲    | ۲۸ ژوئن ۲۰۲۲        |
| فنلاند              | ۱۷       | —           | ۱۷     |       | ۲۱ ژوئیه ۲۰۲۲    | ۲۷ مه ۲۰۲۲          |
| فرانسه              | ۱٬۹۵۵    | —           | ۱٬۹۵۵  |       | ۲۸ ژوئیه ۲۰۲۲    | ۲۰ مه ۲۰۲۲          |
| گرجستان             | ۱        | —           | ۱      |       | ۱۹ ژوئیه ۲۰۲۲    | ۱۵ ژوئن ۲۰۲۲        |
| آلمان               | ۲٬۶۷۷    | —           | ۲٬۶۷۷  |       | ۱ اوت ۲۰۲۲       | ۲۰ مه ۲۰۲۲          |
| غنا                 | ۳۴       | ۱۵۹         | ۱۹۳    | ۱     | ۲۷ ژوئیه ۲۰۲۲    | ۸ ژوئن ۲۰۲۲         |
| جبل طارق            | ۵        | —           | ۵      |       | ۱۹ ژوئیه ۲۰۲۲    | ۱ ژوئن ۲۰۲۲         |
| یونان               | ۳۲       | —           | ۳۲     |       | ۲۸ ژوئیه ۲۰۲۲    | ۸ ژوئن ۲۰۲۲         |
| مجارستان            | ۳۷       | —           | ۳۷     |       | ۲۶ ژوئیه ۲۰۲۲    | ۳۱ مه ۲۰۲۲          |
| هند                 | ۵        | ۴           | ۹      | ۱     | ۳۱ ژوئیه ۲۰۲۲    | ۱۴ ژوئیه ۲۰۲۲       |
| ایسلند              | ۹        | —           | ۹      |       | ۲۲ ژوئیه ۲۰۲۲    | ۹ ژوئن ۲۰۲۲         |
| جمهوری ایرلند       | ۸۵       | —           | ۸۵     |       | ۲۶ ژوئیه ۲۰۲۲    | ۲۷ مه ۲۰۲۲          |
| اسرائیل             | ۱۴۶      | —           | ۱۴۶    |       | ۳۱ ژوئیه ۲۰۲۲    | ۲۱ مه ۲۰۲۲          |
| ایتالیا             | ۴۷۹      | —           | ۴۷۹    |       | ۲۹ ژوئیه ۲۰۲۲    | ۱۹ مه ۲۰۲۲          |
| جامائیکا            | ۲        | —           | ۲      |       | ۲۴ ژوئیه ۲۰۲۲    | ۶ ژوئیه ۲۰۲۲        |
| ژاپن                | ۲        | —           | ۲      |       | ۲۸ ژوئیه ۲۰۲۲    | ۲۵ ژوئیه ۲۰۲۲       |
| جرزی                | ۱        | —           | ۱      |       | ۲۳ ژوئیه ۲۰۲۲    | ۲۳ ژوئیه ۲۰۲۲       |
| لتونی               | ۳        | —           | ۳      |       | ۲۲ ژوئیه ۲۰۲۲    | ۳ ژوئن ۲۰۲۲         |
| لبنان               | ۴        | —           | ۴      |       | ۲۲ ژوئیه ۲۰۲۲    | ۲۰ ژوئن ۲۰۲۲        |
| لوکزامبورگ          | ۲۸       | —           | ۲۸     |       | ۲۹ ژوئیه ۲۰۲۲    | ۱۵ ژوئن ۲۰۲۲        |
| مارتینیک            | ۱        | —           | ۱      |       | ۱۷ ژوئیه ۲۰۲۲    | ۱۷ ژوئیه ۲۰۲۲       |
| مالت                | ۱۷       | —           | ۱۷     |       | ۱۹ ژوئیه ۲۰۲۲    | ۲۸ مه ۲۰۲۲          |
| مکزیک               | ۶۰       | —           | ۶۰     |       | ۲۷ ژوئیه ۲۰۲۲    | ۲۸ مه ۲۰۲۲          |
| موناکو              | ۱        | —           | ۱      |       | ۲۲ ژوئیه ۲۰۲۲    | ۲۲ ژوئیه ۲۰۲۲       |
| مونته‌نگرو           | ۱        | —           | ۱      |       | ۳۱ ژوئیه ۲۰۲۲    | ۳۱ ژوئیه ۲۰۲۲       |
| مراکش               | ۱        | ۱           | ۲      |       | ۱۴ ژوئن ۲۰۲۲     | ۲ ژوئن ۲۰۲۲         |
| هلند                | ۹۲۵      | —           | ۹۲۵    |       | ۱ اوت ۲۰۲۲       | ۲۰ مه ۲۰۲۲          |
| کالدونیای جدید      | ۱        | —           | ۱      |       | ۱۲ ژوئیه ۲۰۲۲    | ۱۲ ژوئیه ۲۰۲۲       |
| نیوزیلند            | ۲        | —           | ۲      |       | ۱۲ ژوئیه ۲۰۲۲    | ۹ ژوئیه ۲۰۲۲        |
| نروژ                | ۵۵       | —           | ۵۵     |       | ۱ اوت ۲۰۲۲       | ۳۱ مه ۲۰۲۲          |
| پاناما              | ۱        | —           | ۱      |       | ۵ ژوئیه ۲۰۲۲     | ۵ ژوئیه ۲۰۲۲        |
| پرو                 | ۳۰۵      | ۱۰          | ۳۱۵    |       | ۳۱ ژوئیه ۲۰۲۲    | ۲۶ ژوئن ۲۰۲۲        |
| فیلیپین             | ۱        | —           | ۱      |       | ۲۹ ژوئیه ۲۰۲۲    | ۲۹ ژوئیه ۲۰۲۲       |
| لهستان              | ۵۹       | —           | ۵۹     |       | ۲۹ ژوئیه ۲۰۲۲    | ۱۰ ژوئن ۲۰۲۲        |
| پرتغال              | ۶۳۳      | —           | ۶۳۳    |       | ۲۷ ژوئیه ۲۰۲۲    | ۱۸ مه ۲۰۲۲          |
| پورتوریکو           | ۲۱       | —           | ۲۱     |       | ۲۹ ژوئیه ۲۰۲۲    | ۲۹ ژوئن ۲۰۲۲        |
| قطر                 | ۲        | —           | ۲      |       | ۲۶ ژوئیه ۲۰۲۲    | ۲۱ ژوئیه ۲۰۲۲       |
| رومانی              | ۲۱       | —           | ۲۱     |       | ۲۹ ژوئیه ۲۰۲۲    | ۱۳ ژوئن ۲۰۲۲        |
| روسیه               | ۱        | —           | ۱      |       | ۱۲ ژوئیه ۲۰۲۲    | ۱۲ ژوئیه ۲۰۲۲       |
| عربستان سعودی       | ۳        | —           | ۳      |       | ۲۵ ژوئیه ۲۰۲۲    | ۱۴ ژوئیه ۲۰۲۲       |
| صربستان             | ۱۰       | —           | ۱۰     |       | ۲۶ ژوئیه ۲۰۲۲    | ۱۷ ژوئن ۲۰۲۲        |
| سنگاپور             | ۱۱       | —           | ۱۱     |       | ۲۷ ژوئیه ۲۰۲۲    | ۲۰ ژوئن ۲۰۲۲        |
| اسلواکی             | ۶        | —           | ۶      |       | ۲۹ ژوئیه ۲۰۲۲    | ۱۲ ژوئیه ۲۰۲۲       |
| اسلوونی             | ۳۵       | —           | ۳۵     |       | ۲۹ ژوئیه ۲۰۲۲    | ۲۴ مه ۲۰۲۲          |
| سومالی              | —        | ۴           | ۴      |       | ۹ ژوئن ۲۰۲۲      | —                   |
| آفریقای جنوبی       | ۳        | —           | ۳      |       | ۱۱ ژوئیه ۲۰۲۲    | ۲۳ ژوئن ۲۰۲۲        |
| کره جنوبی           | ۱        | —           | ۱      |       | ۲۲ ژوئن ۲۰۲۲     | ۲۲ ژوئن ۲۰۲۲        |
| اسپانیا             | ۴٬۵۶۳    | ۶۲          | ۴٬۶۲۵  | ۲     | ۲۹ ژوئیه ۲۰۲۲    | ۱۸ مه ۲۰۲۲          |
| سودان               | ۱        | —           | ۱      |       | ۳۱ ژوئیه ۲۰۲۲    | ۳۱ ژوئیه ۲۰۲۲       |
| سوئد                | ۸۸       | —           | ۸۸     |       | ۲۹ ژوئیه ۲۰۲۲    | ۱۹ مه ۲۰۲۲          |
| سوئیس               | ۲۷۲      | —           | ۲۷۲    |       | ۲۹ ژوئیه ۲۰۲۲    | ۲۱ مه ۲۰۲۲          |
| تایوان              | ۲        | —           | ۲      |       | ۱۳ ژوئیه ۲۰۲۲    | ۲۴ ژوئن ۲۰۲۲        |
| تایلند              | ۲        | —           | ۲      |       | ۲۸ ژوئیه ۲۰۲۲    | ۲۱ ژوئیه ۲۰۲۲       |
| ترکیه               | ۱        | —           | ۱      |       | ۱۹ ژوئیه ۲۰۲۲    | ۳۰ ژوئن ۲۰۲۲        |
| امارات متحده عربی   | ۱۶       | —           | ۱۶     |       | ۲۴ ژوئیه ۲۰۲۲    | ۲۴ مه ۲۰۲۲          |
| انگلستان            | ۲٬۴۶۹    | —           | ۲٬۴۶۹  |       | ۲۸ ژوئیه ۲۰۲۲    | ۶ مه ۲۰۲۲           |
| ایالات متحده آمریکا | ۵٬۱۸۹    | —           | ۵٬۱۸۹  |       | ۲۹ ژوئیه ۲۰۲۲    | ۱۸ مه ۲۰۲۲          |
| اروگوئه             | ۱        | —           | ۱      |       | ۲۹ ژوئیه ۲۰۲۲    | ۲۹ ژوئیه ۲۰۲۲       |
| ونزوئلا             | ۱        | —           | ۱      |       | ۱۲ ژوئن ۲۰۲۲     | ۱۲ ژوئن ۲۰۲۲        |
| زامبیا              | —        | ۱           | ۱      |       | ۲۰ ژوئن ۲۰۲۲     | —                   |
| مجموع               | ۲۳٬۲۷۸   | ۹۰۴         | ۲۴٬۱۸۲ | ۵     | —                | —                   |